# Gerardo Montenegro Ibarra
Gerardo Montenegro Ibarra (10 de enero de 1966). Es un político mexicano, miembro del Partido Revolucionario Institucional, ha sido diputado federal y senador por Nayarit.
Es licenciado en Educación Secundaria en Ciencias Sociales por la Escuela Normal Superior de Nayarit y tiene estudios de maestría. Ha ocupado los cargos de líder del Frente Juvenil Revolucionario en Nayarit de 1986 a 1989, Regidor del Ayuntamiento de Ixtlán del Río de 1984 a 1987 y Diputado al Congreso de Nayarit de 1987 a 1990. Además fue secretario general de la sección 20 del Sindicato Nacional de Trabajadores de la Educación de 1998 a 2000. En 2005 fue precandidato del PRI a gobernador de Nayarit.
Electo diputado federal por el Distrito electoral federal 2 de Nayarit a la LIX Legislatura de 2003 a 2006 y senador por Nayarit para el periodo de 2006 a 2012.